# Macaíba (microregio)
Macaíba is een van de 19 microregio's van de Braziliaanse deelstaat Rio Grande do Norte. Zij ligt in de mesoregio Leste Potiguar en grenst aan de microregio's Natal, Litoral Sul, Agreste Potiguar en Litoral Nordeste. De microregio heeft een oppervlakte van ca. 2.103 km². In 2006 werd het inwoneraantal geschat op 283.561.
Vijf gemeenten behoren tot deze microregio:
- Ceará-Mirim
- Macaíba
- Nísia Floresta
- São Gonçalo do Amarante
- São José de Mipibu

Mesoregio's: Agreste Potiguar · Central Potiguar · Leste Potiguar · Oeste Potiguar

Microregio's: Angicos · Agreste Potiguar · Baixa Verde · Borborema Potiguar · Chapada do Apodi · Litoral Nordeste · Litoral Sul · Macaíba · Macau · Médio Oeste · Mossoró · Natal · Pau dos Ferros · Seridó Ocidental · Seridó Oriental · Serra de São Miguel · Serra de Santana · Umarizal · Vale do Açu